# ブレイン・フーヴァー
ブレイン・フーヴァー（Blaine Hoover、1893年1月23日 - 1950年9月3日）は、アメリカ合衆国の労働法学者である。

## 経歴・人物
コロラド州イーグル郡レッド・クリフ出身。ウィスコンシン州、ベロア大学及びシカゴ大学卒業後、USスチールに勤務。その後は、フランクリン・マックビーに転勤し、米国船舶委員会やシューマン社、イェール大学内の出版部に転々と勤務し、雇用関係の仕事にあたった。1935年にはイリノイ州の事業促進局の部長を務め、1937年にはシカゴ・パーク内人事委員会の雇用監督官、1943年からはアメリカ・カナダ人行政委員会の会員となり後に委員長を歴任した。同委員会勤務中の1946年（昭和21年）末に日本政府の招聘により来日した。
滞日中はGHQ（連合国軍最高司令部）に雇われ、フーヴァーが公務員課長を務めた米国人の使節団によって構成された「フーヴァー使節団」の団長となり、官僚制度の改革に携わった。一時の帰国を挟み、1947年（昭和22年）6月に「フーヴァー報告書」に言及されている国家公務員法の内容が批判され、削除された事に不満を持って再来日した。再来日後は再度GHQに勤め、同部内の民政局公務員課長を1949年（昭和24年）まで務めた。ダグラス・マッカーサーの支持により、1948年（昭和23年）11月に国家公務員法改正を実現し、日本における労働改革に大きく貢献した。